# Timo Glock
Timo Glock (født 18. marts 1982 i Lindenfels, Vesttyskland) er en tysk BMW fabriksracerkører, der havde kørt i Formel 1 for Jordan, Toyota og Marussia. Glock står (pr. december 2012) noteret for at have kørt 95 Formel 1-Grand Prix'er og startet 91 Formel 1-Grand Prix'er, og har endnu såvel sejre som podieplaceringer til gode.